# ماركيز أندرسون
ماركيز أندرسون (بالإنجليزية: Marques Anderson)‏ هو لاعب كرة قدم أمريكية أمريكي، ولد في 26 مايو 1979 في Harbor City, Los Angeles ‏ في الولايات المتحدة.

## وصلات خارجية
- ماركيز أندرسون على موقع مرجع كرة القدم المحترفة.كوم (الإنجليزية)